# RK-55 Granat
S-10 Granat (3K10) – radziecki poddźwiękowy jednogłowicowy pocisk manewrujący pośredniego zasięgu, wystrzeliwany z okrętów podwodnych, uzbrojony w głowicę nuklearną (200 kT). W kodzie NATO oznaczony SS-N-21 Sampson.
Pocisk Granat został opracowany w ZSRR po ujawnieniu prac prowadzonych w USA nad pociskami UGM-109 Tomahawk SLCM, wystrzeliwanymi z wyrzutni torpedowych okrętów podwodnych i przeznaczonymi do rażenia celów lądowych. W radzieckim pocisku zastosowano zmodyfikowany rakietowy stopień startowy rakietotorpedy 83R i nowy drugi cylindryczny stopień, wyposażony w rozkładane prostokątne skrzydła o rozpiętości ok. 3,3 m, krzyżowe stabilizatory i silnik turboodrzutowy TRDD-50. Naprowadzanie na cel w pierwszych seriach było tylko inercyjne. Część bojową stanowiła tylko głowica jądrowa.
Pocisk 3M10 Granat przyjęto do uzbrojenia w 1984 roku w składzie kompleksu uzbrojenia 3K10, na który składał się pocisk 3M10 Granat, system kierowania ogniem Akacja, aparatura kontrolna i zmodyfikowane wyrzutnie torpedowe, przyjęto na uzbrojenie ZSRR w 1983 roku.
Opracowano też wersję lądową systemu RK-55 (w kodzie NATO SSC-X-4 Slingshot), lecz nie weszła do eksploatacji przed podpisaniem rozbrojeniowego traktatu INF.